# NGC 1578
NGC 1578 је спирална галаксија у сазвежђу Златна риба која се налази на NGC листи објеката дубоког неба.
Деклинација објекта је - 51° 35' 58" а ректасцензија 4h 23m 46,7s. Привидна величина (магнитуда) објекта NGC 1578 износи 13,0 а фотографска магнитуда 13,9. NGC 1578 је још познат и под ознакама ESO 202-14, FAIR 771, AM 0422-514, IRAS 04224-5142, PGC 15025.